# Tominokōji-dōri
Pour les articles homonymes, voir Tominokōji (homonymie).
Le Tominokōji-dōri (富小路通, Tominokōji-dōri) est une voie du centre-ville de Kyoto, dans les arrondissements de Nakagyō et de Shimogyō. Elle commence au Marutamachi-dōri et termine au Kamijuzuyamachi-dōri (ja).

## Description

### Situation
Le Tominokōji-dōri est une rue de l'est des arrondissements de Nakagyō et de Shimogyō. Elle commence dans le quartier de Masuya-chō (桝屋町) et termine dans ceux de Motoshiogama-chō (本塩竃町) et de Hachiken-chō (八軒町),. Le début de la rue se fait au Marutamachi-dōri (丸太町通), l'une des principales artères est-ouest de la ville, et la fin se fait au Kamijuzuyamachi-dōri (ja) (上珠数屋町通). La rue est décalée vers l'ouest après Bukkōji-dōri. Selon certaines sources, la rue terminerait plus tôt, à Rokujō-dōri (ja) (六条通). Elle suit le Fuyachō-dōri (ja) (麩屋町通), l'ancienne allée Tominokōji, à l'est et précède le Yanaginobanba-dōri (ja) (柳馬場通), l'ancienne allée Madenokōji, à l'ouest. Il s'agit de la troisième rue à l'ouest de Teramachi-dōri (ja) (寺町通).
La circulation se fait en sens unique du nord au sud. La rue fait environ 2 800 mètres de long,.

### Voies rencontrées
Du nord au sud, en sens unique. Les voies rencontrées de la droite sont mentionnées par (d), tandis que celles rencontrées de la gauche, par (g). Seules les rues ayant un nom sont listées.
1. Marutamachi-dōri (丸太町通)[2]
2. Takeyamachi-dōri (竹屋町通)[3]
3. Ebisugawa-dōri (夷川通)[3]
4. Nijō-dōri (二条通)[3]
5. Oshikōji-dōri (押小路通)[3]
6. Oike-dōri (御池通)[3]
7. Aneyakōji-dōri (姉小路通)
8. Sanjō-dōri (ja) (三条通)[3]
9. Rokkaku-dōri (六角通)[3]
10. Takoyakushi-dōri (蛸薬師通)[3]
11. Nishikikōji-dōri (錦小路通)[3]
12. Shijō-dōri (ja) (四条通)[3]
13. Ayanokōji-dōri (ja) (綾小路通)[2]
14. Bukkōji-dōri (ja) (仏光寺通)[2]
15. Takatsuji-dōri (ja) (高辻通)
16. Matsubara-dōri (ja) (松原通)
17. Manjuji-dōri (ja) (万寿寺通)
18. Gojō-dōri (ja) (五条通)
19. Rokujō-dōri (ja) (六条通)[2]
20. (d) Hanayachō-dōri (ja) (花屋町通)
21. (g) Kaminokuchi-dōri (上ノ口通)
22. Kamijuzuyamachi-dōri (ja) (上珠数屋町通)[3]

### Transports en commun
Les bus du réseau d'autobus de Kyoto (ja) ne passent par sur la rue, mais la rue demeure très passante. Les arrêts les plus proches de la rue sont Saibansho-mae (裁判所前, lignes 10, 65, 93, 202, 204), au carrefour de Marutamachi et Yanaginobanba, Sakaimachi-Oike (堺町御池, lignes 15, 51), au carrefour de Sakaimachi et Oike, Shijō-Takakura (四条高倉, lignes 3, 5, 11, 12, 31, 32, 46, 58, 201, 203, 207), au carrefour de Shijō et Takakura (ja), Gojō-Takakura (五条高倉, lignes 5, 80) et Kawaramachi-Shōmen (ja) (河原町正面, lignes 4, 17, 205).
Les stations du métro de Kyoto les plus proches sont sur Karasuma-dōri (ja), à dix minutes de marche : Marutamachi, Karasuma-Oike, en correspondance avec la ligne Tōzai, Shijō et Gojō, sur la ligne Karasuma.

## Odonymie
La rue porte le nom de l'ancienne allée « Tominokōji » (富小路) de Heian-kyō, créée en 794 à la fondation de la ville. Il ne s'agit cependant pas du Tominokōji, qui correspond plutôt au Fuyachō-dōri d'aujourd'hui, une rue à l'est. Il semble que ce soit une erreur commise par Hideyoshi durant son réaménagement urbain de Kyoto. D'autres raisons possibles pour la confusion sont que l'ancienne résidence impériale Nijō-Tominokōji (二条富小路内裏) y était située au XIVe siècle, que la famille Tominokōji (ja) (富小路家) avait une résidence sur la rue, ou simplement que la rue a été confuse pour Tominokōji après l'incendie du Hōei de 1708.
La rue est nommée dans le « Teragokō » (寺御幸), la chanson des rues de Kyoto pour les rues nord-sud.

## Histoire
Tominokōji-dōri n'existait pas à la création de la capitale impériale en 794, et apparaît en 1590 lors du réaménagement territorial de l'ère Tenshō (ja) (天正の地割, Tenshō no jiwari) par Toyotomi Hideyoshi, durant le dernier quart du XVIe siècle. À l'époque de son ouverture, la rue s'étendait également au-delà de Marutamachi. Cependant, à la suite de l'agrandissement du palais impérial après l'incendie du Hōei (ja) (宝永の大火), qui a dévasté le quartier impérial et le palais de la vieille capitale en 1708, la partie nord de la rue est supprimée. Pour relocaliser les maisons déplacées pour l'agrandissement du palais et du jardin impérial, une nouvelle rue est ouverte de l'autre côté du fleuve Kamo dans l'arrondissement de Sakyō, le Shintominokōji-dōri (新富小路通), ou « nouveau Tominokōji-dōri ».

## Patrimoine et lieux d'intérêt
Au nord de la rue, après Marutamachi, se trouve l'entrée Tominokōji (富小路口), menant au Kyoto Gyoen, le jardin du palais impérial, et la place Tominokōji juste après avoir pénétré dans le jardin. Juste au sud de Marutamachi, adossé à la cour de district de Kyoto (ja) (京都地方裁判所), se trouve du côté ouest le Barreau de Kyoto (京都弁護士会館). Au nord d'Ebisugawa se trouve le Jusan-sō (寿山荘), résidence construite en 1896 par Nakae Tanezō (ja) (中江 種造, 1846-1931). Avant Oshikōji, on peut voir l'auberge annexe du Tawara-an (たわら庵西館), ouverte dans la maison de 1897 des forgerons Hatazōroku (秦蔵六). Au sud d'Oike y est ouvert depuis 1804 le restaurant Nakamura, fondée par Wakasaya Seibee (若狭屋 清兵衛). À Sanjō-dōri était ouvert depuis 1887 le magasin Benridō (ja) (便利堂), spécialisé dans les reproductions artistiques et l'impression,. De l'autre côté de la rue, Oka Bokkōdō (岡墨光堂) y est une entreprise de restauration d'œuvres d'art en activité depuis 1894,. On trouve d'autres auberges sur la rue, comme le Yōan (要庵), fondé en 1873 au carrefour avec Rokkaku, ou Sanga Ryokan (三賀旅館), au coin de Sanjō. Sur Rokkaku, entre Tominokōji et Fuyachō existe le parc Seishō (生祥幼稚園), et une ancienne école maternelle du même nom, qui a fermé lorsque le district scolaire dans lequel il était situé a été aboli. Le Lycée français international de Kyoto se trouve aussi sur la rue.
Plusieurs stèles retracent l'histoire des anciens bâtiments sur la rue. Au carrefour avec Takeyamachi se trouve l'école primaire Goshominami (ja) (京都市立御所南小学校), et une stèle commémore le fait qu'avant la fusion avec d'autres écoles primaires du secteur, il s'agissait de l'école primaire Fuyū (富有小学校), fondée en 1869. Au carrefour avec Ebisugawa, une stèle commémore le site du palais impérial secondaire de Nijō-Tominokōji, qui y était situé, et qui a été utilisé par Kōgon (光厳, 1313-1364), Go-Daigo (後醍醐, 1288-1339) et Hanazono (花園, 1297-1348).
Au sud de Shijō-dōri, plusieurs édifices religieux sont sur la rue. On note le Tokushō-ji (徳正寺), petit temple bouddhiste dont la salle de cérémonie du thé a été conçue par l'architecte contemporain Terunobu Fujimori (藤森 照信, 1946-), et le Fukuden-ji (ja) (福田寺). D'autres temples incluent le Shōtoku-ji (ja) (上徳寺), le Byakugō-ji (白毫寺) ou encore le Man'nen-ji (萬年寺).

Quelques lieux d'intérêts
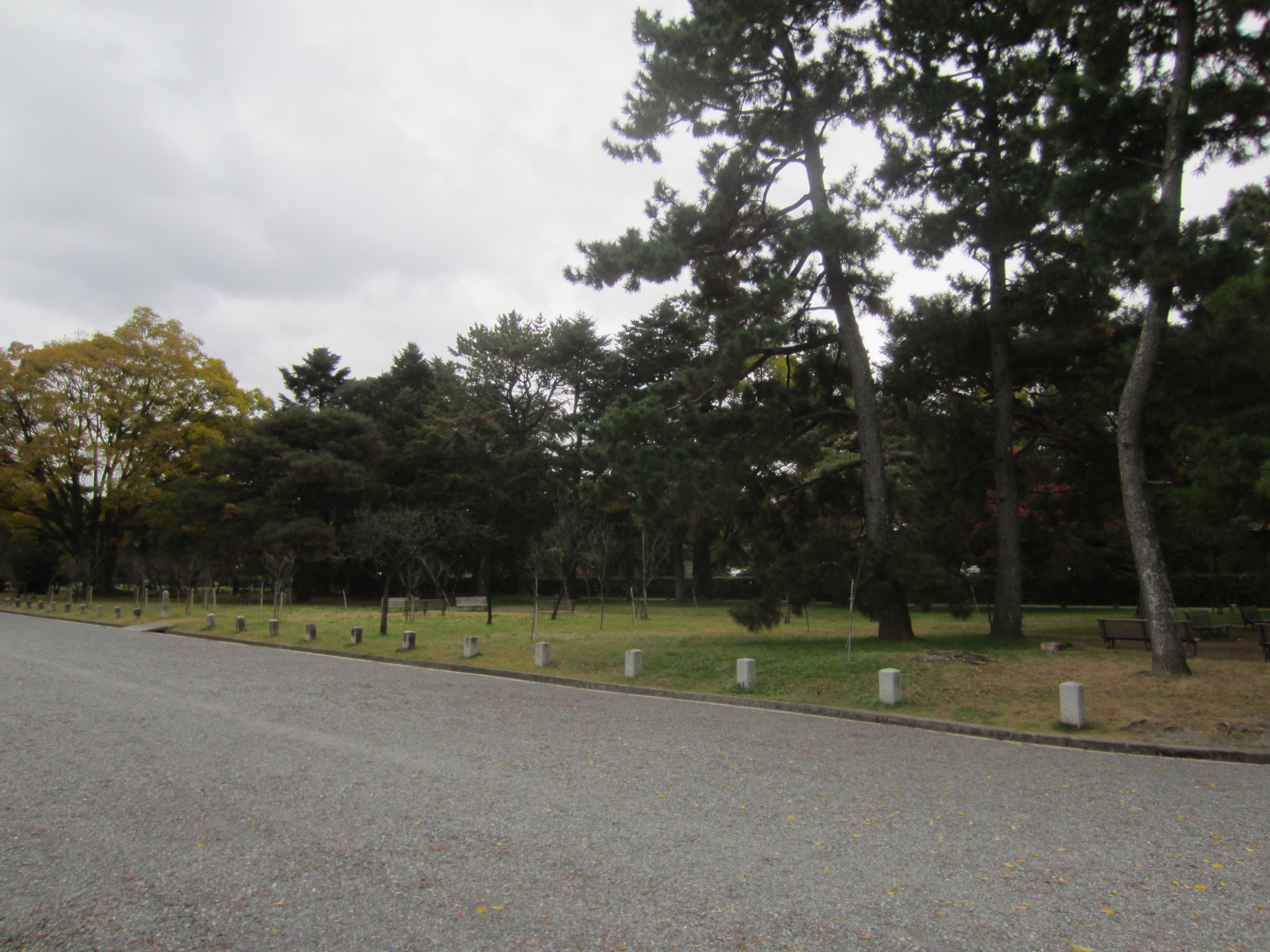
Le Kyoto Gyoen
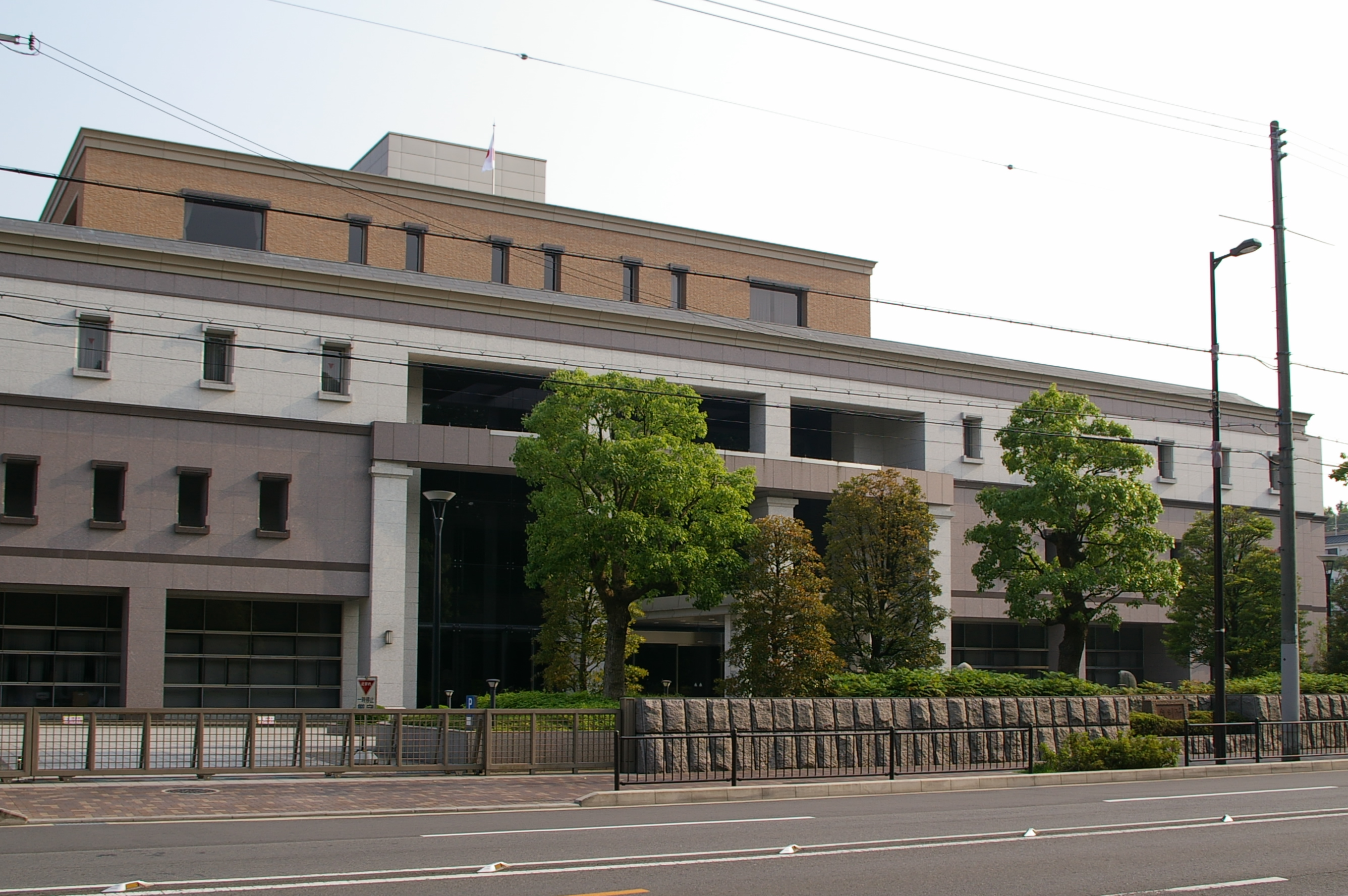
Cour de district de Kyoto
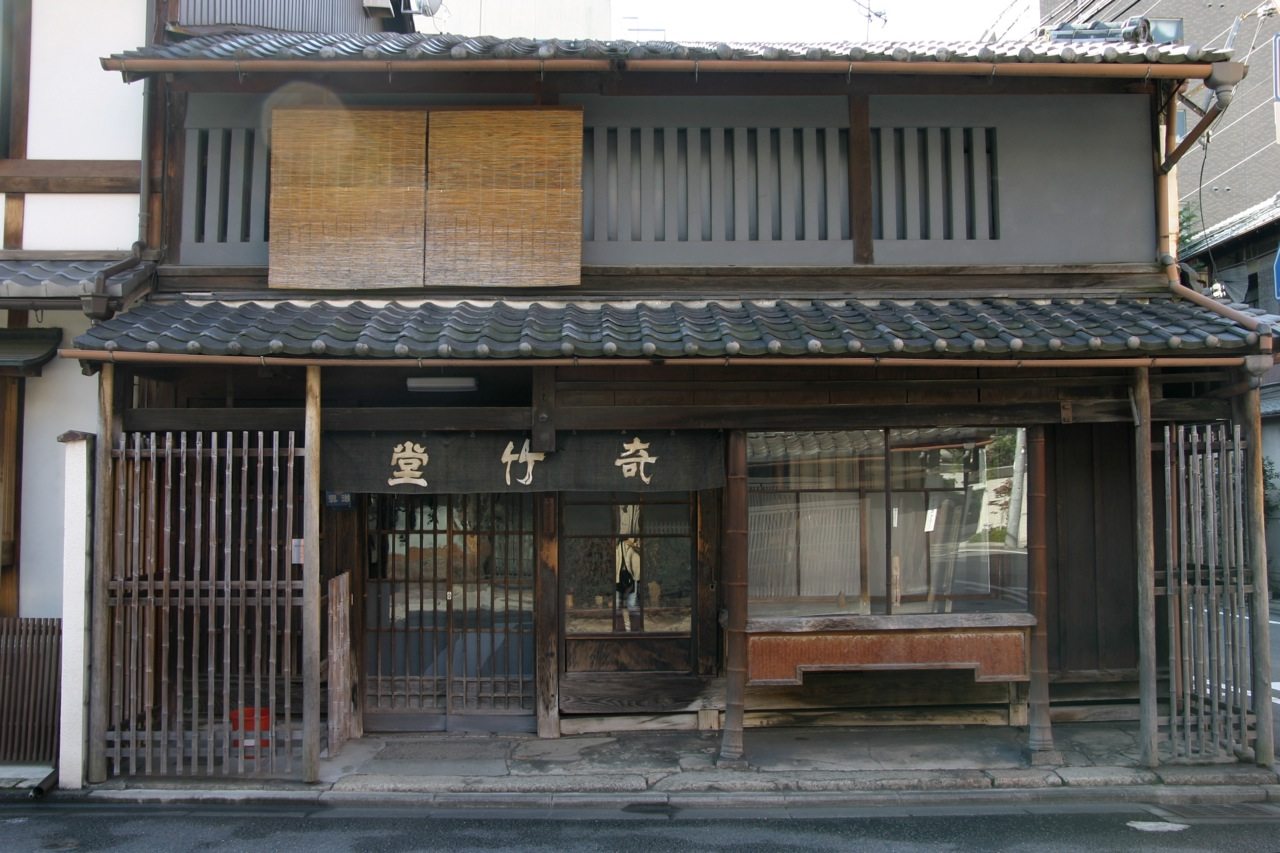
Kichikudō (奇竹堂), artisan d'outils en bambou, carrefour avec Oshikōji
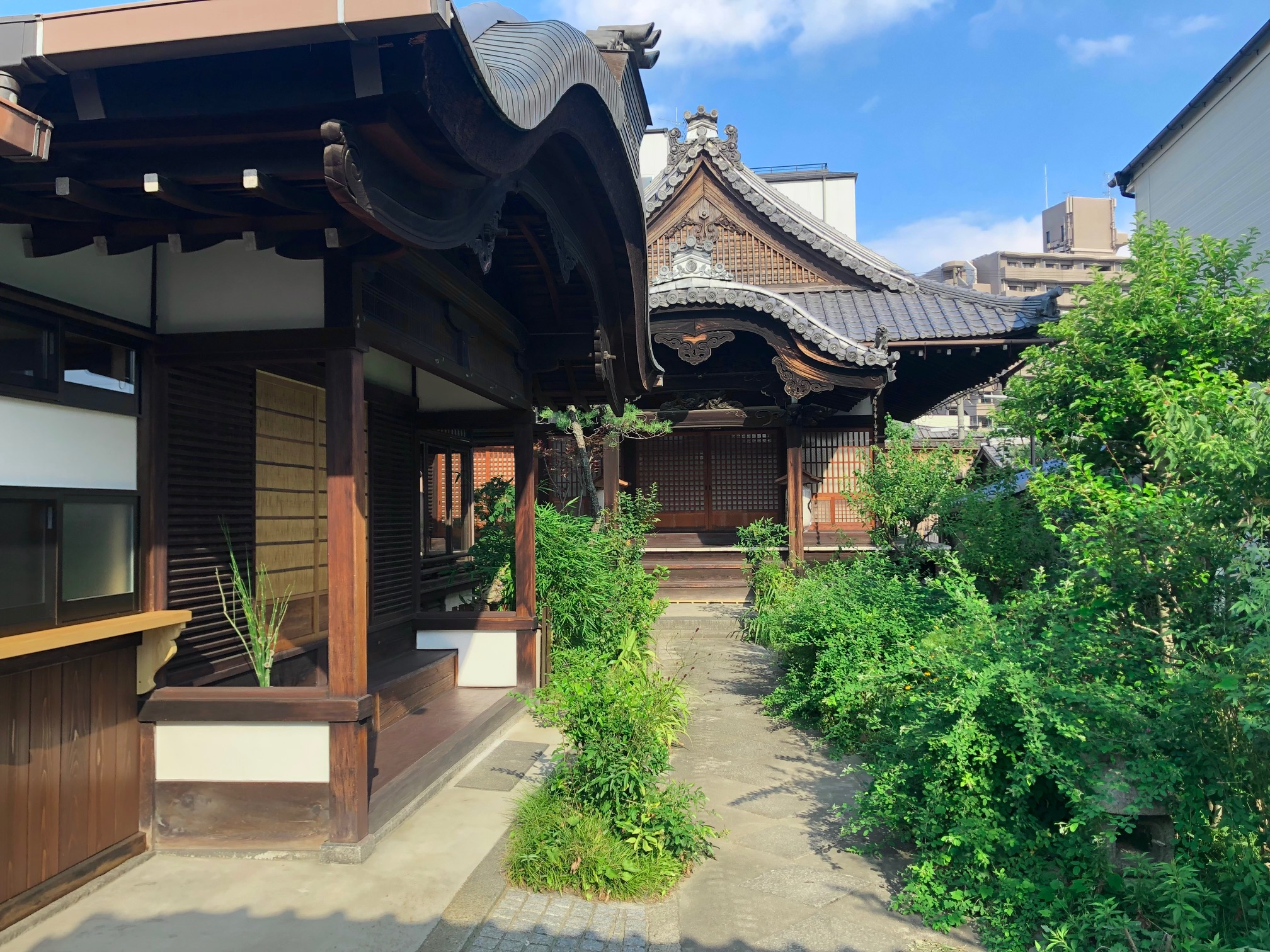
Fukuden-ji